# José de Castro y Orozco
José de Castro y Orozco (Granada, 10 de marzo de 1808 - Madrid, 17 de mayo de 1869), iii marqués de Gerona y iii vizconde de Castro y Orozco, fue un novelista, dramaturgo, poeta, jurista y político español. Fue senador y ministro de Gracia y Justicia.

## Biografía
Hijo de José de Castro y Herrera (Granada, 30 de diciembre de 1775 - 9 de agosto de 1836) y de su esposa Rita María Pérez de Orozco (Granada, 19 de diciembre de 1776 - Madrid, 28 de abril de 1848), ii marquesa de Gerona, nieto paterno de Pedro Joaquín de Castro y Calzado y de su esposa María Luisa de Herrera y Méndez y nieto materno de José Lorenzo Pérez de Orozco y Álvarez y de su esposa María Teresa Lozano y Ruiz de Bonilla.
Estudió Derecho en su ciudad natal. Diputado provincial en 1839, trabajó por salvar el tesoro artístico eclesiástico tan maltrecho entonces, recogiendo lo que pudo en un museo en Granada. Fiscal de la Audiencia y rector de la Universidad (1843). Senador y ministro de Gracia y Justicia.
Recogió su creación en Obras poéticas y literarias (1864-1865). Escribió poesía política como "España en 1808", "Vergara" e "Isabel II". Compuso dos tragedias, Boabdil (1832) y Aixa (1837). Su obra más notable es el drama histórico Fray Luis de León o El siglo y el claustro (1837): imagina en él unos amores entre el famoso escritor y Elvira, hermana del historiador granadino Diego Hurtado de Mendoza. La entrada de aquel en el convento sería resultado de su pasión frustrada; de ahí su perenne melancolía. Otro drama histórico es El bastardo de Monteflor (1838).
Tras el fallecimiento de su madre, heredó sus títulos nobiliarios, que esta a su vez había heredado de su hijo Francisco.